# Nonafluorbutaansulfonaat

Structuurformule van het nonaflaatanion.

Nonaflaat, formeel bekend als nonafluorbutaansulfonaat of perfluorbutaansulfonaat, is een functionele groep met onderstaande molecuulformule:
{\displaystyle \mathrm {CF_{3}-CF_{2}-CF_{2}-CF_{2}-SO_{2}O^{-}} }

Nonaflaten zijn de zouten of esters van perfluorbutaansulfonzuur. De toepassingen zijn vergelijkbaar met die van de triflylgroep.